# 5781 Barkhatova
Az 5781 Barkhatova (ideiglenes jelöléssel 1990 SM28) a Naprendszer kisbolygóövében található aszteroida. G. Kastel',  Ljudmilla Vasziljevna Zsuravljova fedezte fel 1990. szeptember 24-én.